# Nationales Tierschutzgebiet Gandoca-Manzanillo
Das Nationale Tierschutzgebiet Gandoca-Manzanillo (spanisch: Refugio Nacional de Vida Silvestre Gandoca-Manzanillo) in Costa Rica ist ein Naturschutzgebiet, das sich über eine Fläche von 50 km² auf dem Land und 44 km² zu Wasser erstreckt. Er dient vor allem dem Schutz von Mangrovenbäumen (Gattung Rhizophora), Salzpflanzen, die im Gezeitenbereich tropischer Küsten vorkommen. Insbesondere das Vorkommen Roter Mangroven (Rhizophora mangle L.) in dieser Region gilt als ökologisch wertvoll.

## Geographie
Das Gebiet liegt an der Grenze zu Panama direkt an der karibischen Küste im Südosten Costa Ricas, etwa 20 km vom Touristenort Puerto Viejo de Talamanca entfernt. Der Nationalpark umfasst verschiedene Biotope: Wald- und Sumpfgebiete sowie Lagunen und Riffe, darunter auch ein 5 km² großes Korallenriff.

## Flora und Fauna
Im 400 ha großen Sumpfgebiet Pantano Punta Mona versammeln sich zahlreiche tropische Pflanzenarten, darunter verschiedene zur Familie der Sumachgewächse gehörende Arten sowie die groß wachsende Yollilo-Palme (Raphia taedigera). Im Gezeitenbereich der Karibikküste erstreckt sich das einzig funktionsfähige Mangrovenökosystem mit Vorkommen von Roten Mangroven (Rhizophora mangle) am Atlantik, das ökologisch vor Kontamination geschützt wird.

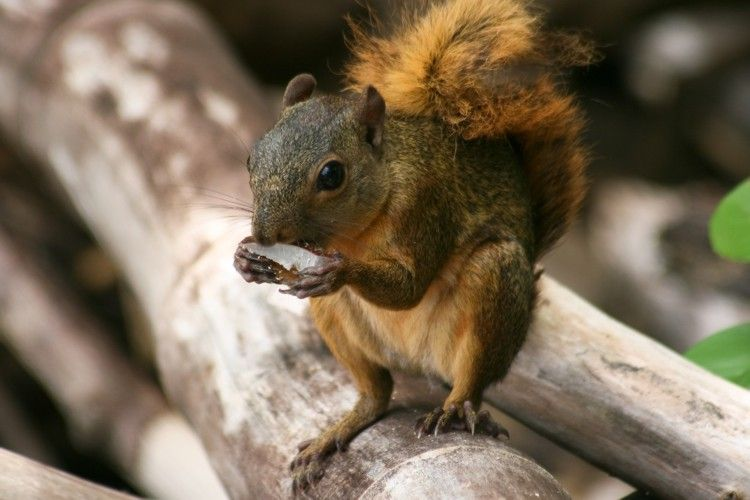
Rotschwanzhörnchen im Gandoca-Manzanillo-Gebiet

Die verschiedenen Lebensräume des Schutzgebietes sind die Heimat vieler Tierarten und vor allem diverser Vogelarten. In den Sumpf- und Waldregionen finden sich unter anderem Harpyien (Harpia harpyja) und Braunrückentukane (Ramphastos swainsonii). Im Flussbereich kommen Kaimane, eine Unterfamilie der Alligatoren, und Tarpune (Megalops) vor. An der Küste befinden sich Korallenriffe mit Diademseeigeln (Diadematidae), Seefächern und verschiedenen Hummerartigen.